# London Film and Comic Con
A London Film and Comic Con 2004 óta megrendezésre kerülő londoni film-, TV-, videójáték-, anime- és képregény-fesztivál. Az eseményen olyan filmek és televíziós sorozatok színészeit és színésznőit, filmek, képregények alkotóit hívják meg, mint a Csillagkapu, a Ki vagy, doki?, a Star Trek, a Csillagok háborúja, a Harry Potter stb. A fotózás és aláírás gyűjtés mellett filmekkel, sorozatokkal, képregényekkel kapcsolatos tárgyak, fotók, pólók, egyéb kapcsolódó termékek vásárolhatóak meg. 2013 óta télen is megrendezik az eseményt. Szervezője a Showmasters, amely az Autographica és Collectormania rendezvények szervezője is.

## Rendezvények
| Dátum                 | Helyszín                  | Nevezetes vendégek |
| --------------------- | ------------------------- | --- |
| 2004. március 6–7.    | Wembley Exhibition Centre | Andy Serkis, Brent Spiner, John Noble, Adam West, Billy Boyd, John Rhys-Davies, Pat Morita, Tony Todd, Danny John-Jules, Chris Barrie, Norman Lovett, Chloë Annett, Tony Amendola, Vanessa Angel |
| 2004. november 6–7.   | Wembley Exhibition Centre | Simon Pegg, Burt Reynolds, Jonathan Frakes, Linda Blair, Rob Van Dam, Carl Weathers, Michael Ironside, Ray Park, Michael Biehn, Mark Metcalf, D. B. Woodside, Veronica Cartwright, Chris Judge, Dan Shea, David Hewlett |
| 2005. június 25–26.   | Earls Court 2             | Ron Perlman, John Barrowman, Lou Ferrigno, Charisma Carpenter, Billy Boyd, Xander Berkeley, Adam Baldwin, Warwick Davis, Sandra Dickinson, David Dixon |
| 2006. július 1–2.     | Earls Court 2             | Elijah Wood, Alan Tudyk, Carrie Fisher, Jorge Garcia, Maggie Grace, Corey Haim, Peter Mayhew, Kenny Baker, David Prowse, Gates McFadden, John Barrowman, Roger Lloyd-Pack, Richard Briers, Don Warrington |
| 2007. szeptember 1–2. | Earls Court 1             | Patrick Stewart, Jack Coleman, Hayden Panettiere, Dominic Monaghan, Milo Ventimiglia, Adrian Pasdar, Michael Biehn, William Mapother, Mads Mikkelsen, Andy Hallett, Billy West, Phil Daniels, Anita Dobson, Harry Melling, Natalia Tena |
| 2008. július 19–20.   | Earls Court 2             | Christopher Lloyd, Peter Davison, Patrick Stewart, Karen Allen, Paul Freeman, Wolf Kahler, John Hurt, Margot Kidder, David Warner, Deep Roy, David Anders, Sylvester McCoy, Charlie Weber, Georgia Moffett, Bill Oddie, Jason Mewes, Claudia Black, Kenny Baker, Tom Savini, Tim Brooke-Taylor, Alexander Siddig, Charles Dance, John Landis, Rick Yune, Brad Dourif |
| 2009. július 18–19.   | Earls Court 2             | Scott Bakula, Tom Baker, Edward Furlong, Peter Facinelli, Keeley Hawes, Jake Lloyd, Michael Ironside, Vic Mignogna, Danny Trejo, Chris Sarandon, Anna Walton, Michael Shanks, Sendhil Ramamurthy, Jewel Staite, Frazer Hines, Danny John-Jules, Jerome Blake, Josh Herdman, Sean Maguire, James Phelps, Oliver Phelps, Bruce Boxleitner, Thomas Sangster, David Prowse, Angelica Mandy, Chloë Annett, Dominic Keating, Nina Young, Jimmy Jean Louis, Alex Meraz, Justin Chon, Mark Ryan, Alexandra Moen, Eve Myles, Hattie Hayridge, Hugh Quarshie, Paul McGann, Nicholas Courtney, Peter Mayhew |
| 2010. július 17–18.   | Earls Court 2             | Mike Tyson, William Shatner, Sean Young, Kristanna Loken, Katee Sackhoff, Aidan Turner, Colin Teague, Elisabeth Sladen, Edi Gathegi, Tom Noonan, Gary Kurtz, Kenny Baker, Paul Kasey, Julian Glover, Matthew Lewi, Nia Roberts, Andrew Robinson, James Pax, David Nykl, Daniel Logan, Ben Browder, Virginia Hey, William B Davis, Nicholas Courtney, Ian Gelder, Bob Anderson, Terry Ackland-Snow, Matthew Waterhouse, Robert Rankin, Christopher Judge, Tracie Simpson, David Bailie, Gabriela Montaraz, Hannah Steele and Elizabeth Croft, Harry Fielder, Wendee Lee, Tyson Houseman, Tom Morga, Leslie Hoffman |
| 2011. július 8–10.    | Earls Court 2             | Tom Sizemore, Christopher Lloyd, Corey Feldman, Cary-Hiroyuki Tagawa, Derek Jacobi, Robert Knepper, Karen Gillan, Sylvester McCoy, Mark Sheppard, Shawnee Smith, Clive Barker, Robert Rankin, Lisa Marie, Veronica Cartwright, Lea Thompson, Sophie Aldred, Camille Coduri, Natalia Tena, Georgina Leonidas, Simon Fisher-Becker, Sylvia Anderson, Louise Jameson, Nicholas Vince, Lee Ingleby, Mary Tamm, Jeffrey Weissman, Jess Harnell, Lee Townsend, Liam Shalloo, Michael Bailey Smith, Henry Davies, Jeremy Bulloch, Oliver Smith, Simon Bamford, Mela Lee, Brian Tochi, Richard Franklin, Peter Jurasik, Walter Koenig, Luciana Carro, Joel Gretsch, Sandahl Bergman, Stephen Furst, Ricky Dean Logan, John Chapman, John Simpkin, Holly McGuire, Kyla Cole, Monica Harris, Alex Kingston, Laurence Belcher |
| 2012. július 6–8.     | Olympia Grand Hall        | Karl Urban, Gillian Anderson, John Simm, Charles Dance, Freema Agyeman, Bernard Cribbins, Alex Winter, Hayden Panettiere, Jeri Ryan, Christopher Judge, Adam Baldwin, Jewel Staite, Arthur Cox, Craig Parker, Gates McFadden, Michael Winslow, Zach Galligan, Anthony Head, Michael Socha, Kate Bracken, Gwendoline Christie, Amrita Acharia, Rose Leslie, Ross Mullan, Eugene Simon, Iain Glen, John Bradley-West, Nonso Anozie, Ralph Ineson, Mickie James, Virgil, Brutus Magnus, Carole Ann Ford, Mitch Pileggi, Martin Kove, Ben Browder, Thomas Dekker, Holly Marie Combs, Brian Krause, Ben Mansfield, Ciaran McMenamin, Tom Skerritt, Nicolas Lee, Ke Huy Quan, Danielle Harris, Al Leong, Maryam d'Abo, Burt Kwouk, Jane Badler, Elizabeth Dennehy, Serena Delacruz, Robert Maschio, Janet Fielding, Barbara Coles, Tracee Cocco, Kevin Sorbo, Terry Richards, Hallie Todd, William Russell, Dave Prowse, Kenny Baker, Jeremy Bulloch, Seán Schemmel, Kieron Jecchinis, Anthony Smee, William Hoyland, Bai Ling |
| 2013. július 5–7.     | Earls Court 2             | Peter Dinklage, Danny Glover, David Hasselhoff, Clive Russell, Jason Momoa, Michael Shanks, Diamond Dallas Page, The Honky Tonk Man, D'Lo Brown, Colin Baker, Sylvester McCoy, Louise Jameson, Peter Purves, Peter Mayhew, Kenny Baker, Robert Rankin, James Brogden, Richard Dormer, Mark Lewis Jones, William B Davis, Amanda Tapping, Bruce Gray, Avery Brooks, Waris Hussein, Adrienne Barbeau, Angela Bruce, Ling Tai, Barry Jenner, Jennifer Calvert, Nicole Deboer, Hugh Walters, Jan Chappell, David Banks, Max Grodenchik, Jane How, Bobby Holland Hanton, Peter Kent, Caprice Rothe, Matthew De Meritt, Kim Darby, John Franklin, Courtney Gains, Salome Jens, Kristian Nairn |
| 2014. július 11–13.   | Earls Court 2             | Sibel Kekilli, Isaac Hempstead Wright, Michael Biehn, Carrie Fisher, Bernard Cribbins, Anthony Head, John Hurt, Belinda Mayne, Jeff East, Ellie Kendrick, Stephanie Leonidas, T. J. Thyne, Jason Mewes, George A. Romero, Helen Slater, Edward James Olmos, Adam Brown, Lawrence Gilliard Jr, Tyler Mane, Jose Pablo Cantillo, Jamie Bamber, Dominic Keating, David Wenham, Michael Madsen, Lena Headey, Vincent Ward, Jenna Coleman, Stan Lee, Ian Mcdiarmid, Milo Ventimiglia, Summer Glau, Curtis Armstrong, Casper Van Dien, David Hewlett, Dina Meyer, Robert Knepper, Paul McGann, Robert Hays, Paul Freeman, David Yost, Ian Beetie, Sarah Louise Madison, Jeremy Borash, Lita (Amy Dumas), Robert Emms, James Storm, Will Tudor, Brooke, Mickie James, Finn Jones, Magnus, Robbie E, Al Snow, Aidan Cook, Kate Dickie, Sarah Parish, Gary Kurtz, Jemma Redgrave, Julius LeFlore, Gethin Anthony, Wendy Glenn, William Russell, Andrew Cartmel, Adjoa Andoh, Guy Siner, Juliet Landau, Jane McNeill, John Leeson, David Collings, Tom Chadbon, Billy Dee Williams, Peter Miles, Paul Springer, Jerome Blake, Andy Herd, Corey Dee Williams, Garrick Hagon, John Simpkin, Tracey Eddon, Dean Mitchell, Jason Narvy, Philip Grieve, Anneke Wills, Tim Dry, Paul Schrier, Glen Morshower, Phil Herbert, Sean Crawford, Cerina Vincent, Sharni Vinson, Femi Taylor, Jack Donnelly, Kristian Nairn, Jon Davey, Terry Farrell, Colin Baker, Slavitza Jovan, Quentin Pierre, Dave Prowse, Susannah Harker, Dicken Ashworth, Michael Ensign, Kenny Baker, Jeremy Bulloch, Daniel Kash, Trevor Martin |
| 2014. október 18-19.  | Earls Court 2             | |